# Eleuterio Sánchez
Eleuterio Sánchez Rodríguez, född 15 april 1942 i Salamanca i Spanien, var tidigare en av de mest efterlysta brottslingarna i Spanien. Han dömdes för ett väpnat rån mot en juvelaffär 1965, där en av säkerhetsvakterna dödades. Han blev känd som El Lute och rymde flera gånger från fängelset. I fängelse lärde han sig läsa, och blev författare och fortsatte hävda att han var oskyldig. Han benådades och frigavs den 20 juni 1981.   Han kom från en fattig lantbrukarfamilj, där fadern satt i fängelse under sonens uppväxtid.

## Böcker
- Camina o revienta (1977), utgiven under fängelsevistelsen
- Mañana seré libre (1979)
- Una pluma entre rejas (1981)

### Nwpoter
1. ↑  "Spain Pardons Eleuterio Sanchez, The Murderer Known as El Lute", New York Times